# Саулевич Анатолій Володимирович
Анатолій Володимирович Саулевич (26 березня 1959, Київ — 13 листопада 2021) — український (переважну частину кар'єри — радянський) футболіст. Півзахисник. Відзначався потужним ударом з лівої ноги, був надійним захисником. Майстер спорту СРСР (1979).

## Біографія
Перший тренер — В. Г. Киянченко. Закінчив Львівський інститут фізкультури. Виступав у командах «Карпати» (Львів), СКА «Карпати» (Львів), «Нива» (Тернопіль), «Поділля» (Хмельницький), «Зоря» (Бєльці), «Галичина» (Дрогобич), «Галичина-Ютана» (Каменобрід). Виступав за юнацьку збірну СРСР, чемпіон Європи серед юнаків 1976 року.
По завершенні кар'єри мешкав у Львові, працював тренером у СДЮШОР «Карпати», а також виступав за команду ветеранів «Карпат», з якою 2004 року став чемпіоном України.

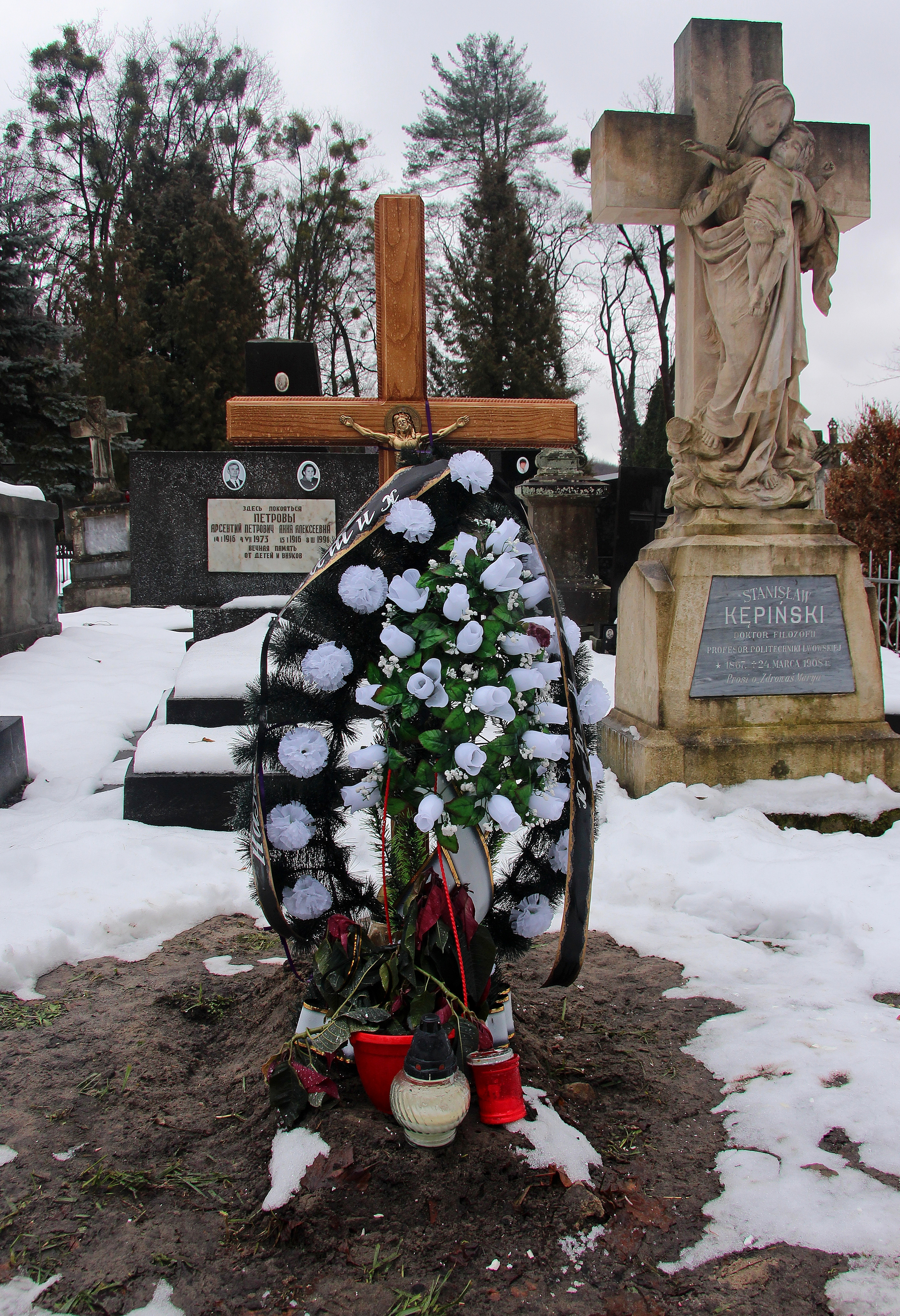
Могила Анатолія Саулевича

Помер 13 листопада 2021 року на 63-му році життя. Похований у Львові, на полі № 51 Личаківського цвинтаря.

## Досягнення
- Переможець першої ліги СРСР: 1979
- Півфіналіст Кубка СРСР: 1979
- Чемпіон Європи (U-18): 1976